# Священная кровь (фильм)
«Священная кровь» (узб. Qutlugʻ qon) — советский чёрно-белый художественный фильм режиссёра Латифа Файзиева, снятый по собственному сценарию в 1956 году на Ташкентской киностудии.
Экранизация одноимённого романа писателя Мусы Ташмухамедова.
Премьера фильма состоялась 30 декабря 1957 года

## Сюжет
Действие фильма разворачивается в начале XX века, во время Первой мировой войны. Молодой крестьянин бедняк Юлчи, продав небольшой участок своей земли, отправляется в город, чтобы наняться к богатому торговцу Мирзакаримбаю, своему родственнику.
Там он влюбляется в красавицу Гюльнар. Но у Мирзакаримбая на девушку свои планы, он хочет взять её в качестве второй жены. После начала мобилизации вспыхивает Среднеазиатское восстание 1916 года. Главный герой до конца борется за правду, счастье народа и любовь.

## В ролях
- Санат Диванов — Юлчи (дублировал Виктор Рождественский)
- Р. Мадрахимова — Гюльнар (дублировала Вера Петрова)
- Вахаб Азимов — Мирзакаримбай (дублировал Лев Свердлин)
- Хикмат Латыпов — Ярмат (дублировал Алексей Кельберер)
- Раззак Хамраев — Шакир-ата (дублировал дублировал Владимир Соловьев)
- Хамза Умаров — Салим (дублировал Юрий Андреев)
- Закир Мухамеджанов — Салим
- Лютфи Сарымсакова — мать Юлчи
- Наби Рахимов —  Шакасым (дублировал Геннадий Дудник)
- Гани Агзамов — жених
- Алим Ходжаев — Хаким (дублировал К.Карельских)
- Х. Аманова — Гульсумбиби (дублировала А.Фуксина)
- Убайдулла Бурханов —  Джумабай (дублировал Александр Фриденталь)
- Иван Шквалов —  Петров (дублировал Алексей Алексеев)
- К. Махкамова — Нури (дублировала Светлана Коновалова)
- Марьям Якубова — эпизод
- Александр Филиппов — купец